# Còmic d'esports

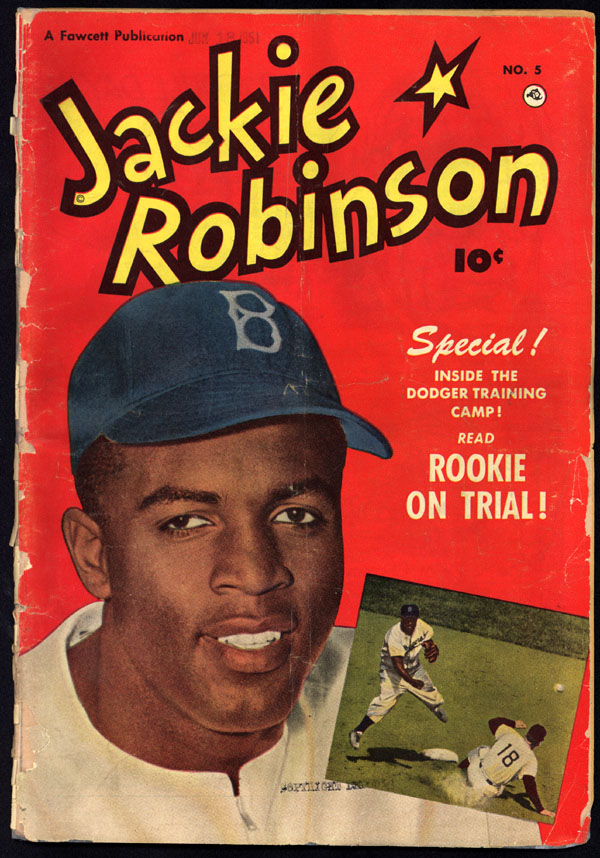
Portada d'un comic book estatunidenc dels anys 50.

El còmic d'espors constitueix un dels gèneres en els quals pot dividir-se la producció de còmics.

## Característiques
- Importància de l'acció.
- Extensió generalment llarga.

## Història
Durant la dècada de 1950, va ser molt famosa a Xile la revista Barrabases, tant per la seva sèrie de capçalera creada per Guido Vallejos, com pels personatges de Themo Lobos (Cicleto, Ñeclito o Máximo Chambónez).
En els Països Baixos va aparèixer Kick Wilstra de Henk Sprenger, mentre a la revista belga Tintin, Jean Graton publica relats breus inspirats en la vida real de diversos esportistes, recreant les històries de ficció del pilot Michel Vaillant (1957) i el món de les carreres d'automòbils.
Kyojin no Hoshi (1966) d'Ikki Kajiwara i Noboru Kawasaki, publicada en Weekly Shonen Magazine s'allunyava del beisbol real per endinsar-se en una fantasia amb seqüències molt dramàtiques. Al poc i a Espanya, José Peñarroya creava la seva sèrie Pepe, "el incha", on satiritzava el fanatisme esportiu.
En 1974, es començava a publicar la popularíssima Eric Castel. A Mèxic es publiquen revistes com Chivas Chivas Ra Ra Ra.
A la dècada de 1980 es va començar a publicar Captain Tsubasa a Weekly Shonen Magazine que aviat es va adaptar a l'anime.
Ozeluí retrata les humorístiques peripècies d'un futbolista aficionat a Curro Corner (1992).